# 小鱗麗體魚
小鱗麗體魚，為輻鰭魚綱鱸形目隆頭魚亞目慈鯛科的其中一種，分布於南美洲哥倫比亞Baudo河流域，體長可達18.7公分，棲息在河川中底層水域，生活習性不明。
其种加词“microlepis”意为“细鳞的”。